# Yōsuke Eguchi
Yosuke Eguchi (Tokyo, 31 dicembre 1967) è un attore e cantante giapponese.
A partire dalla metà degli anni '80, è apparso in numerosi spettacoli televisivi, dorama e film per il cinema. Sposato dal 1999 con l'attrice e star J-pop Chisato Moritaka, ha due figli (un maschio e una femmina). Contemporaneamente ha proseguito anche nella sua carriera musicale, con numerosi album e singoli; è l'autore delle proprie canzoni.

## Filmografia

### Cinema
- Onyanko the Movie Kiki ippatu!, regia di Masato Harada (1986)
- Shonan bakusozoku: Bomber Bikers of Shonan, regia di Daiki Yamada (1987)
- Shichi-nin no otaku: cult seven, regia di Daiki Yamada (1992)

- Hero Interview, regia di Michio Mitsuno (1994)
- The Legend of Homo-Aquarellius, regia di Ishii Tatsuya (1996)
- Swallowtail, regia di Shunji Iwai (1996)
- April Story, regia di Shunji Iwai (1998)
- Shooting Star, regia di Hiromitsu Yamanaka (1999)
- Another Heaven, regia di Jôji Iida (2000)
- Ryoma's Wife, Her Husband and Her Lover, regia di Jun Ichikawa (2002)
- Madness in Bloom, regia di Kenji Sonoda (2002)
- Synesthesia, regia di Toru Matsuura (2005)
- Samurai Commando: Mission 1549, regia di Masaaki Tezuka (2005)
- Silk, regia di Su Chao-Bin (2006)
- Tonari machi sensō, regia di Kensaku Watanabe (2007)
- Unfair: The Movie, regia di Kobayashi Yoshinori (2007)
- The Haunted Samurai, regia di Yasuo Furuhata (2007)
- Shaolin Girl, regia di Katsuyuki Motohiro (2008)
- Children of the Dark, regia di Junji Sakamoto (2008)
- Goemon, regia di Kazuaki Kiriya (2009)
- Permanent Nobara, regia di Daihachi Yoshida (2010)
- Patisserie Coin de rue, regia di Yoshihiro Fukagawa (2011)
- Rurouni Kenshin, regia di Keishi Ōtomo (2012)[2]
- Rurouni Kenshin: Kyoto Inferno, regia di Keishi Ōtomo (2014)
- Rurouni Kenshin: The Legend Ends, regia di Keishi Ōtomo (2014)
- The Big Bee, regia di Yukihiko Tsutsumi (2015)
- A Living Promise,  regia di Kan Ishibashi (2016)
- Hirune-hime: shiranai watashi no monogatari, regia di Kenji Kamiyama (2017) - voce
- The Blood of Wolves, regia di Kazuya Shiraishi (2018)
- Bleach, regia di Shinsuke Sato (2018)[3]
- The Confidence Man JP: The Movie, regia di Ryo Tanaka (2019)
- The Lion King, regia di Jon Favreau (2019) - voce[4]
- The Confidence Man JP: Princess, regia di Ryo Tanaka (2020)
- I Never Shot Anyone, regia di Junji Sakamoto (2020)
- Rurouni Kenshin: The Final, regia di Keishi Ōtomo (2021)
- Rurouni Kenshin: The Beginning, regia di Keishi Ōtomo (2021)
- The Confidence Man JP: Episode of the Hero, regia di Ryo Tanaka (2022)
- Akira and Akira, regia di Takahiro Miki (2022)
- 7 Secretaries: The Movie, regia di Naomi Tamura (2022)
- The Lines That Define Me, regia di Koizumi Norihiro (2022)
- Nemesis: The Movie, regia di Kenji Katagiri (2023)
- The Silent Service, regia di Kohei Yoshino (2023)
- Kyrie, regia di Shunji Iwai (2023)
- Teasing Master Takagi-san Movie, regia di Rikiya Imaizumi (2024)[5]
- Gold Boy, regia di Shūsuke Kaneko (2024)

### Televisione
- Kasuga no Tsubone – serie TV, (1989)
- Tokyo Love Story – serie TV, (1991)[6]
- 101st Marriage Proposal – serie TV, (1991)
- Under One Roof – serie TV, (1993–1997)[7]
- Love Us – serie TV, (1995)
- Emergency Room 24 Hours – serie TV, (1999–2009)
- Ai o kudasai – serie TV, (2000)
- Namida o fuite – serie TV, (2000)

- Monariza no hohoemi – serie TV, (2000)

- The Queen of Lunchtime Cuisine – serie TV, (2002)
- Shiroi Kyotō – serie TV, (2003)
- Shinsengumi! – serie TV, (2004)
- Unfair: Code Breaking – serie TV, (2006)
- Walkers – serie TV, (2006)
- Triangle – serie TV, (2009)
- The Policeman's Lineage – serie TV, (2009)
- School – serie TV, (2011)
- Gunshi Kanbei – serie TV, (2014)[8]
- Shingari – serie TV, (2015)
- Lady Girls – serie TV, (2015)
- Black Leather Notebook – serie TV, (2017)
- Ishitsubute – serie TV, (2017)
- Chiisana Hashi de – serie TV, (2017)
- BG: Personal Bodyguard – serie TV, (2018)
- The Confidence Man JP – serie TV, (2018)
- The Eternal Nispa – serie TV, (2019)
- Cold Case – serie TV, (2020)
- 7 Secretaries – serie TV, (2021)
- Nemesis – serie TV, (2021)
- House of Ninjas – serie TV, (2024)
- The Silent Service – serie TV, (2024)
- Teasing Master Takagi-san – serie TV, (2024)